# Futón

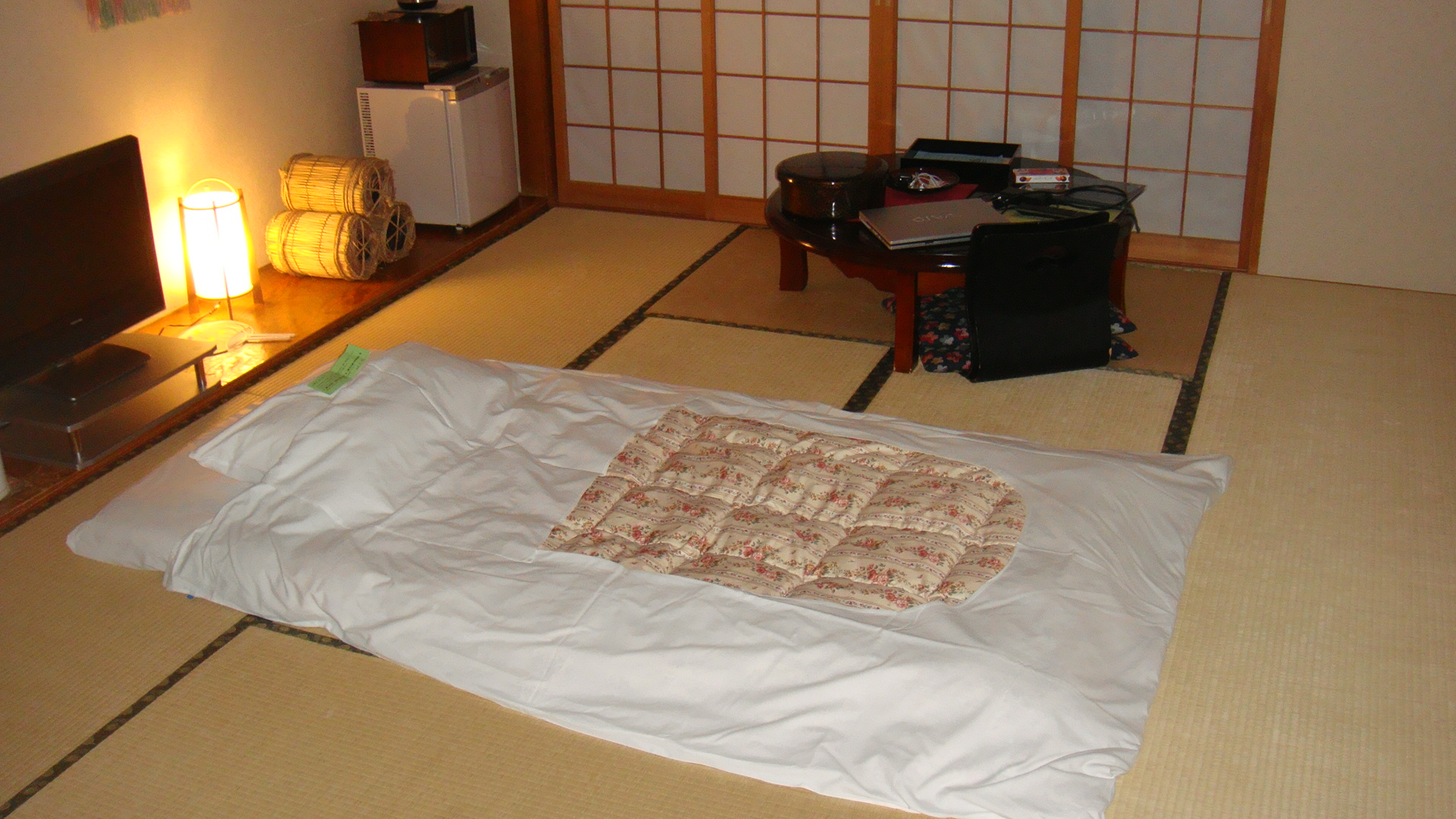
Futón japonés

Un futón es una cama tradicional japonesa consistente en un colchón y una funda unidas y suficientemente plegables que puede ser o no almacenado durante el día; al almacenar el futón permite otros usos de la habitación, además de dormitorio. Proviene del término japonés futon (布団?).

## Futón japonés
Los futones japoneses son bajos, de unos 5 cm de altura y tienen una funda exterior con rellenos como algodón o material sintético. A menudo se venden en conjuntos que incluyen el colchón de futón (shikibuton), un edredón (kakebuton) y almohada (makura). Las almohadas se rellenan con judías, trigo negro o abalorios de plástico. 
Los futones están diseñados para colocarlos sobre suelos de tatami y, generalmente, se pliegan y se guardan en un armario durante el día, permitiendo que el tatami se airee y así poder darle otros usos a la habitación. Los futones deben ser ventilados al sol regularmente, especialmente si no son retirados durante el día.

## Futón occidental

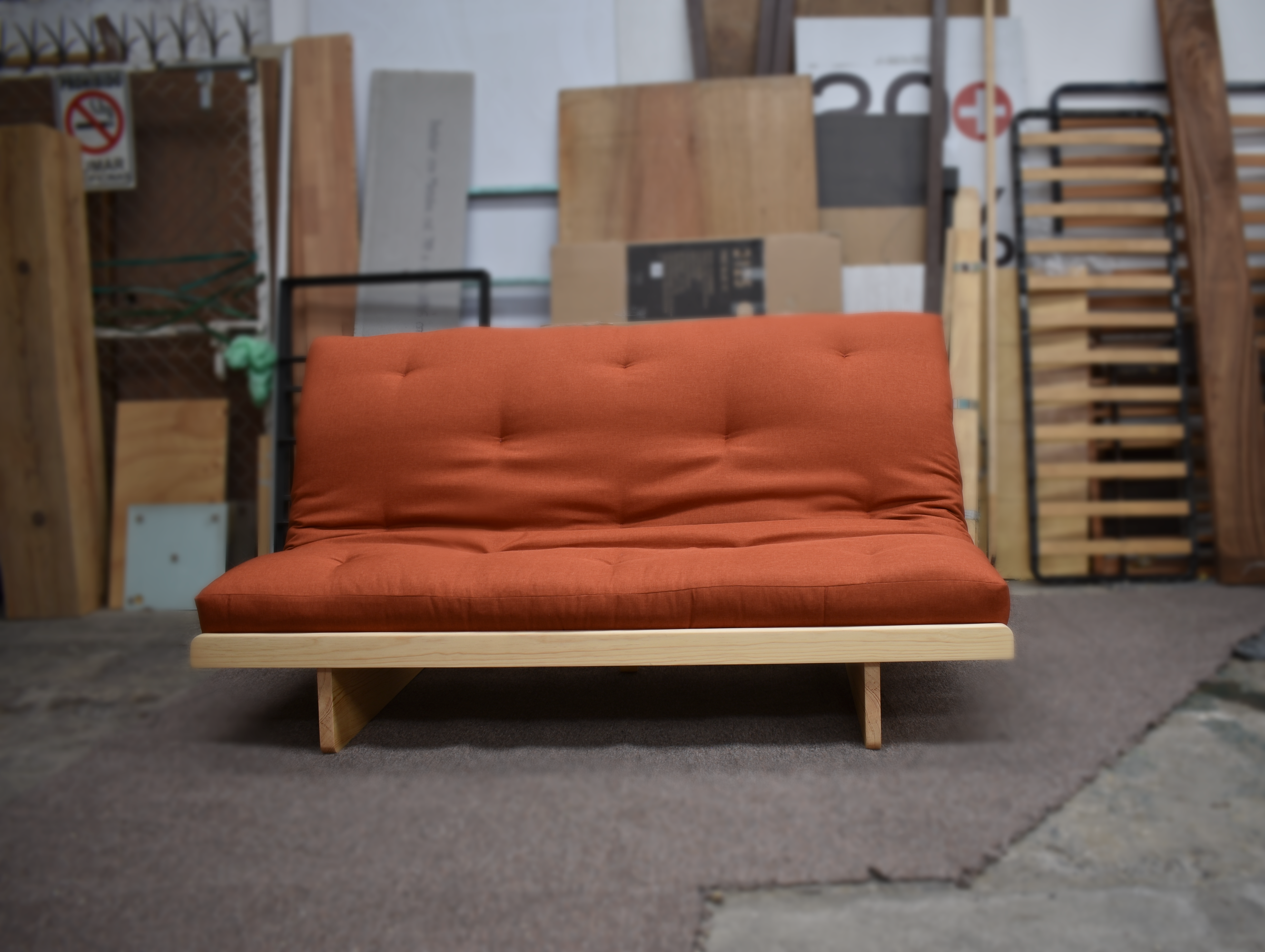
Futón matrimonial doblado como sofá sobre estructura de sofá cama-futón

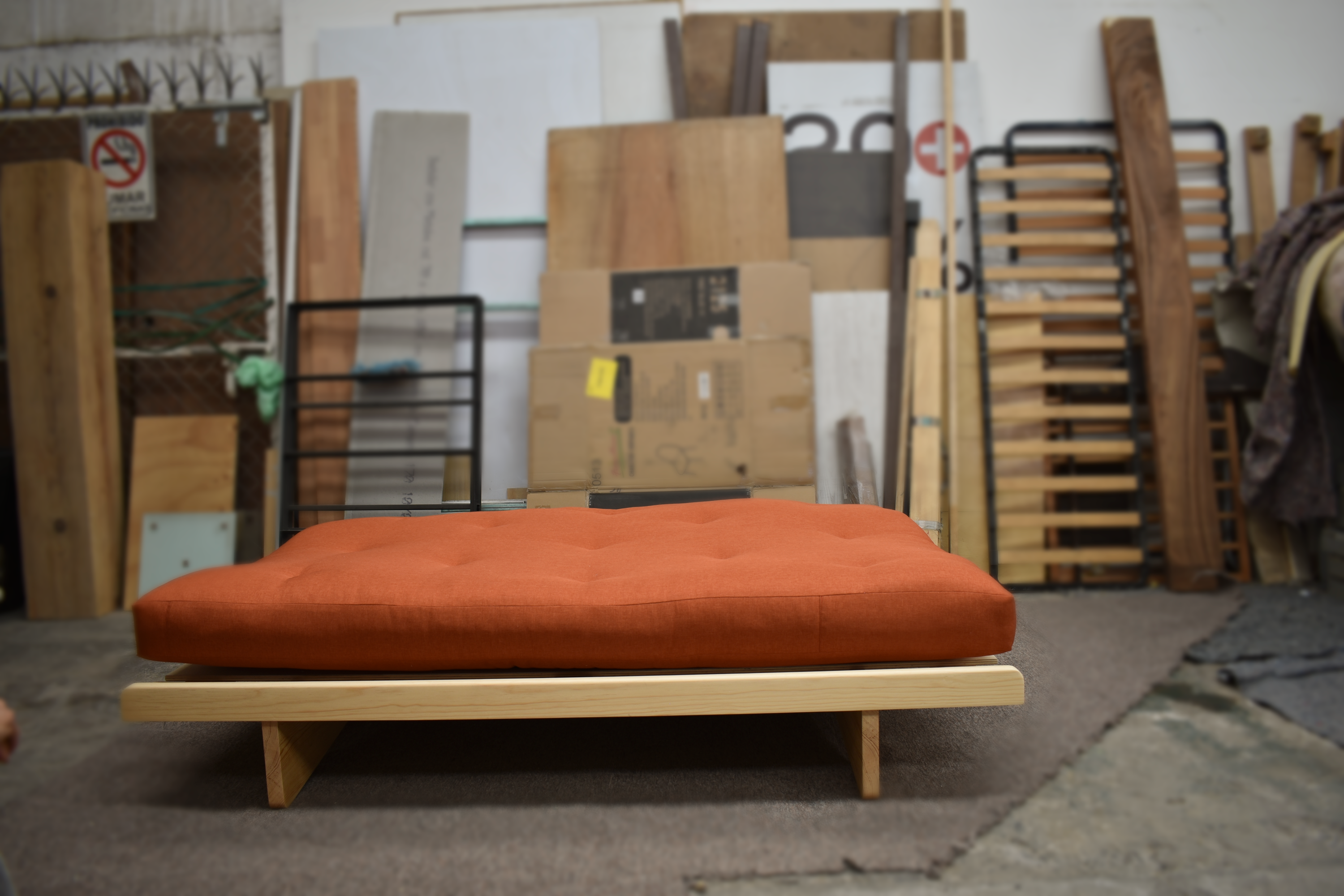
Futón matrimonial desdoblado como cama sobre estructura de sofá cama-futón

Los futones occidentales difieren de los japoneses en varios sentidos. Suelen estar rellenos con una mezcla de espuma y algodón y son en la mayoría de los casos mucho más gruesos, imitando el tamaño de los colchones tradicionales. Por lo general, se sitúan sobre un bastidor o base de madera, que se desdobla, teniendo dos usos: o como cama o como sofá. Este mueble constituye una alternativa que optimiza y ahorra espacio. Dichos futones se venden a menudo en conjunto que incluye el colchón y el bastidor. Y son fabricados en muchos países diferentes como: Dinamarca, Argentina, México, Brasil, Italia, Francia, Indonesia, con lo cual se demuestra que es un mueble muy socorrido y funcional. Hay que decir que, por sus particulares características, la mayoría de los japoneses no reconocen un futón occidental como futón, ellos lo llaman ソファーベッド [sofá cama].
Dentro de los futones occidentales podemos encontrar diferentes combinaciones de materiales naturales, que permiten adaptar el concepto de futón japonés a las costumbres y al gusto occidental, consiguiendo futones naturales muy variados, más gruesos y menos firmes:
- Futón de algodón y núcleo de lana: más compacto que los futones tradicionales de algodón. Nivel de firmeza: blanda/media
- Futón de algodón y núcleo de látex: menos rígido que el futón tradicional de algodón y con un mantenimiento más sencillo. Nivel de firmeza: blanda/media o media.
- Futón de lana virgen: más blando que el futón tradicional de algodón. Gran capacidad de absorción de humedad (sudoración) que permite dormir seco. Nivel de firmeza: media/firme.
- Futón de lana y núcleo de látex: es menos rígido que el futón de lana, y mantiene sus ventajas. Nivel de firmeza: blanda/media.
- Futón de bambú y núcleo de látex: absorbe mucho más la humedad que el futón tradicional de algodón. Más grueso que el resto, pudiendo llegar a los 20 cm. Nivel de firmeza: blanda/media.